# Comté des Central Goldfields
Le comté des Central Goldfields  est une zone d'administration locale située dans le centre de l'État du Victoria en Australie.
Il résulte de la fusion en 1995 de la ville de Maryborough et des comtés de Tullaroop, Bet Bet et Talbot & Clunes.
Le comté comprend les villes de Carisbrook, Dunolly, Adelaide Lead et Maryborough.